# Ranomafana (Anosy)
Ranomafana is een plaats en commune in het zuiden van Madagaskar, behorend tot het district Tôlanaro, dat gelegen is in de regio Anosy. Tijdens een volkstelling in 2001 telde de plaats 11.000 inwoners.
De plaats biedt alleen lager onderwijs en beperkt middelbaar onderwijs aan. 75% van de bevolking werkt er als landbouwer, 20% houdt zich bezig met veeteelt en 2% verdient zijn brood als visser. De belangrijkste landbouwproducten zijn koffie en rijst, andere belangrijke producten zijn lychees en maniok. Verder is 3% actief in de dienstensector.